# Quaoar (mitologia)
Quaoar è una divinità dei Tongva, nativi americani originari della zona di Los Angeles, in California. Secondo la mitologia Tongva, Quaoar canta e balla creando così il mondo e le altre divinità.
Come in molte altre mitologie, in principio era il caos, poi arrivò Quaoar. Egli era dispiaciuto per il vuoto dell'esistenza e quindi cominciò a danzare, freneticamente, e cantò la Canzone della Creazione. Il Dio del Cielo, Weywot, fu il primo ad essere formato dalla Canzone della Creazione. Poi venne Chehooit, che divenne Dea della Terra. Queste due divinità danzarono a loro volta e diedero vita al Sole e alla Luna (Tamit e Moar, rispettivamente).
In seguito queste cinque divinità danzarono e crearono animali, piante, persone, e le altre divinità. Quando ebbe finito, Quaoar entrò nell'oscurità, forse ritornando da dove era arrivato.
Nel 2002, un grande oggetto transnettuniano è stato chiamato Quaoar.